# Fred Rains
Fred Rains (hacia 1860 – 3 de diciembre de 1945) fue un actor y director cinematográfico de nacionalidad británica, activo en la época del cine mudo.
Nacido en Londres, Inglaterra, su nombre completo era Frederick William Rains. Era el padre del actor Claude Rains. Falleció en 1945 en Londres. 

## Selección de su filmografía

### Actor
- The Broken Melody (1916)
- The New Clown (1916)
- The Marriage of William Ashe (1916)
- Sally in Our Alley (1916)
- Sally Bishop (1916)
- A Welsh Singer (1916)
- Land of My Fathers (1921)
- Expiation (1922)
- Little Brother of God (1922)
- A Rogue in Love (1922)
- The Lady Owner (1923)
- The Audacious Mr. Squire (1923)
- Mist in the Valley (1923)
- The Indian Love Lyrics (1923)
- The Money Habit (1924)
- The Conspirators (1924)
- Nell Gwyn (1926)
- The Only Way (1927)
- The Inseparables (1929)
- The Runaway Princess (1929)
- The Clue of the New Pin (1929)
- Stepping Stones (1931)
- Verdict of the Sea (1932)
- A Royal Demand (1933)
- The Broken Rosary (1934)
- Chick (1936)

### Director
- Land of My Fathers (1921)